# Dobříkov
Dobříkov (în germană Dobrikow) este o comună și un sat în districtul Ústí nad Orlicí din regiunea Pardubice din Cehia. Satul Rzy face parte, de asemenea, din comună. Comuna are o populație de aproximativ 600 de locuitori.

## Diviziuni administrative
Dobříkov este alcătuit din două diviziuni administrative (populația este între paranteze conform recensământului din 2021):
- Dobříkov (470)
- Rzy (77)

## Istorie
Prima mențiune scrisă datează din anul 1356, când este menționat Pysko din Dobříkov. Următorul proprietar, Jan Těchlovec (1415–1440), a dat Dobříkovul celebrului hatman husit Jan Talafús, când acesta probabil s-a căsătorit cu fiica sa, Dorota. Între anii 1463–1493, este menționat aici Hynek din Malejov, străbunicul familiei Dobříkovský din Malejov.
Vasta cetate Dobříkovská, situată în sat între un iaz și biserică, este menționată abia în 1496 și este asociată cu numele fiului lui Hynek, Jan Dobříkovský din Malejov. Cu toate acestea, probabil a fost construită mai devreme, în secolul al XIV-lea. Sub stăpânirea lui Vilém Dobříkovský, hatmanul din Chrudim, fortăreața originală a fost reconstruită ca o reședință renascentistă mai confortabilă la cumpăna dintre secolele al XVI-lea și al XVII-lea. În unele documente de epocă reședința este menționată ca un castel.
La sfârșitul secolului al XVII-lea, proprietarii moșiei Dobříkov s-au schimbat rapid, iar după 1772 distrugerea moșiei a atins apogeul.
La începutul secolului al XIX-lea, noul proprietar, Diviš Jan Jeník Zásadský din Gamsendorf, a construit o cabană de vânătoare (acum aflată la nr. 68), folosind o parte din ruinele fostei fortărețe.
În 1925, cetatea și terenul au fost achiziționate de politicianul național-social al Primei Republici, Václav Klofáč⁠(d). Vizavi de cabana de vânătoare, a construit o reședință de vară privată (nr. 93) cu un foișor. Fortăreața circulară este înconjurată de un șanț clar vizibil, lat pe alocuri de până la 10 metri, cu un meterez de trei metri. Șanțurile au fost anterior umplute cu apă dintr-un iaz din apropiere, dar acum sunt uscate. Din fortăreață s-au păstrat și câteva pivnițe și o scară în spirală aflată sub foișor.

## Obiective turistice

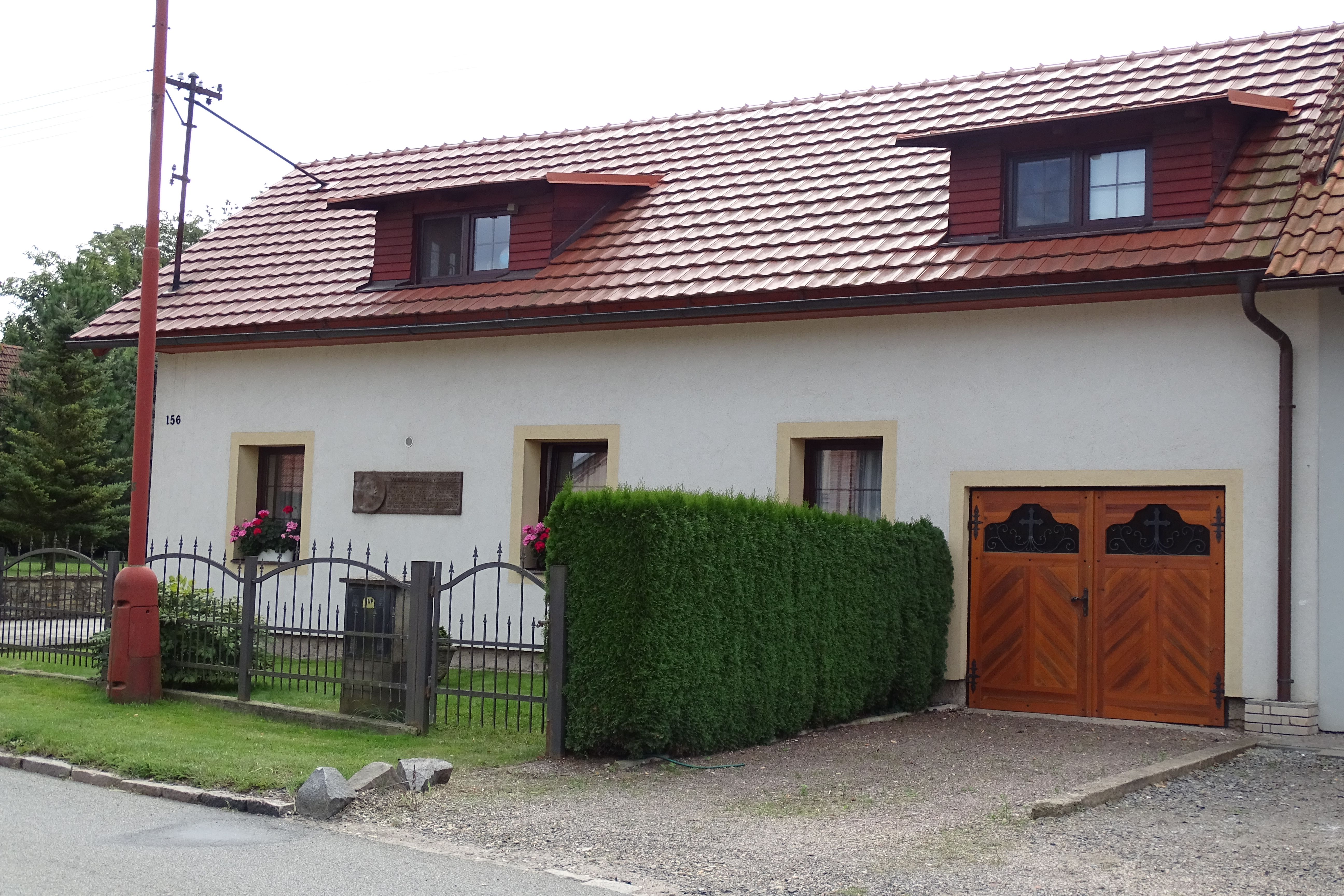
Casa în care a locuit Václav Klofáč din 1906 în Dobříkov cu o placă memorială

În Dobříkov se află o biserică din lemn dedicată Tuturor Sfinților. Aceasta a fost importată de un locuitor din Dobříkov, V. Klofáč, din Rutenia Subcarpatică, unde se afla inițial încă din a doua jumătate a secolului al XVII-lea în satul Velká Kopaň de lângă Sevljuše, de unde a fost mutată la Cholmovce în secolul al XIX-lea. În Cholmovce biserica din lemn a funcționat până la începutul anilor 1920, în 1927 a fost vizitată de Václav Klofáč, datorită căruia a fost achiziționată pentru 137 de mii de coroane cehoslovace, în 1930 a fost demontată și, inclusiv mobilierul interior, transportată cu calea ferată la Dobříkov, unde a fost predată publicului la 6 iulie în timpul comemorării lui Jan Hus. A fost folosită de Biserica Husită Cehoslovacă.
Alte obiective turistice din Dobříkov sunt: Statuia Maestrului Jan Hus și Vila lui Klofáč; de asemenea o pereche de stejari memorabili la marginea de nord a satului precum și un grup de șase copaci memorabili în zona marginii sudice a cetății.